# Takht-e Soleyman
Takht-E Soleyman (De troon van Salomon) is een archeologische site in het noordwesten van Iran, ongeveer 400 kilometer ten westen van Teheran. De plek bevindt zich zo'n 250 kilometer ten zuidoosten van Tabriz.
De site herbergt een Zoroastrische tempel en een tempel die gebouwd werd door de Sassaniden, gewijd aan de godin Anahita. Om de tempels heen werd ook een stad gebouwd.
De locatie van Takht-E-Soleyman is naast een 100 meter diep meer met warm water. Volgens de legende sloot koning Salomon monsters op in het meer.
In 2003 is de site door UNESCO tot Werelderfgoed verklaard.

## Fotogalerij

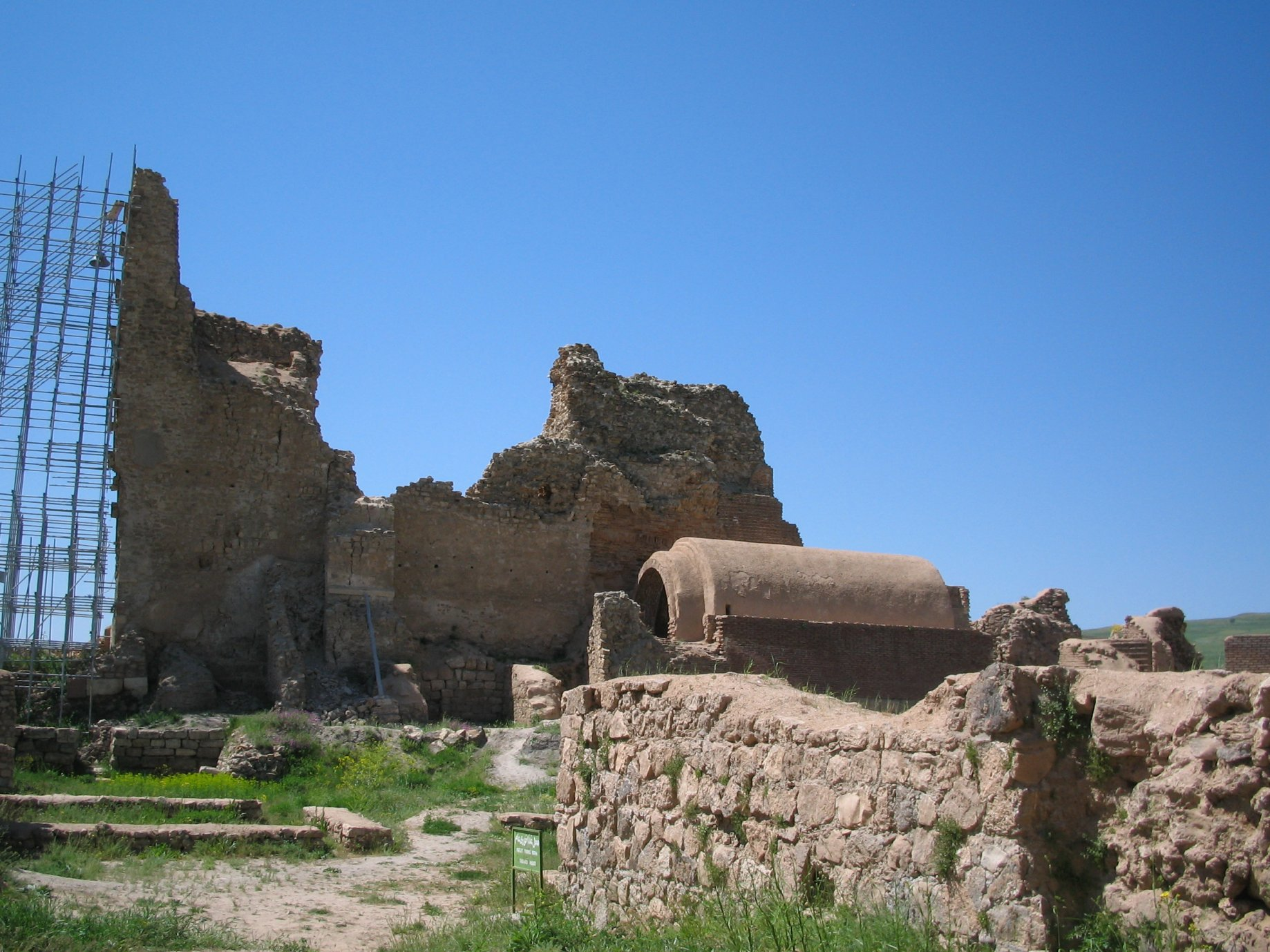
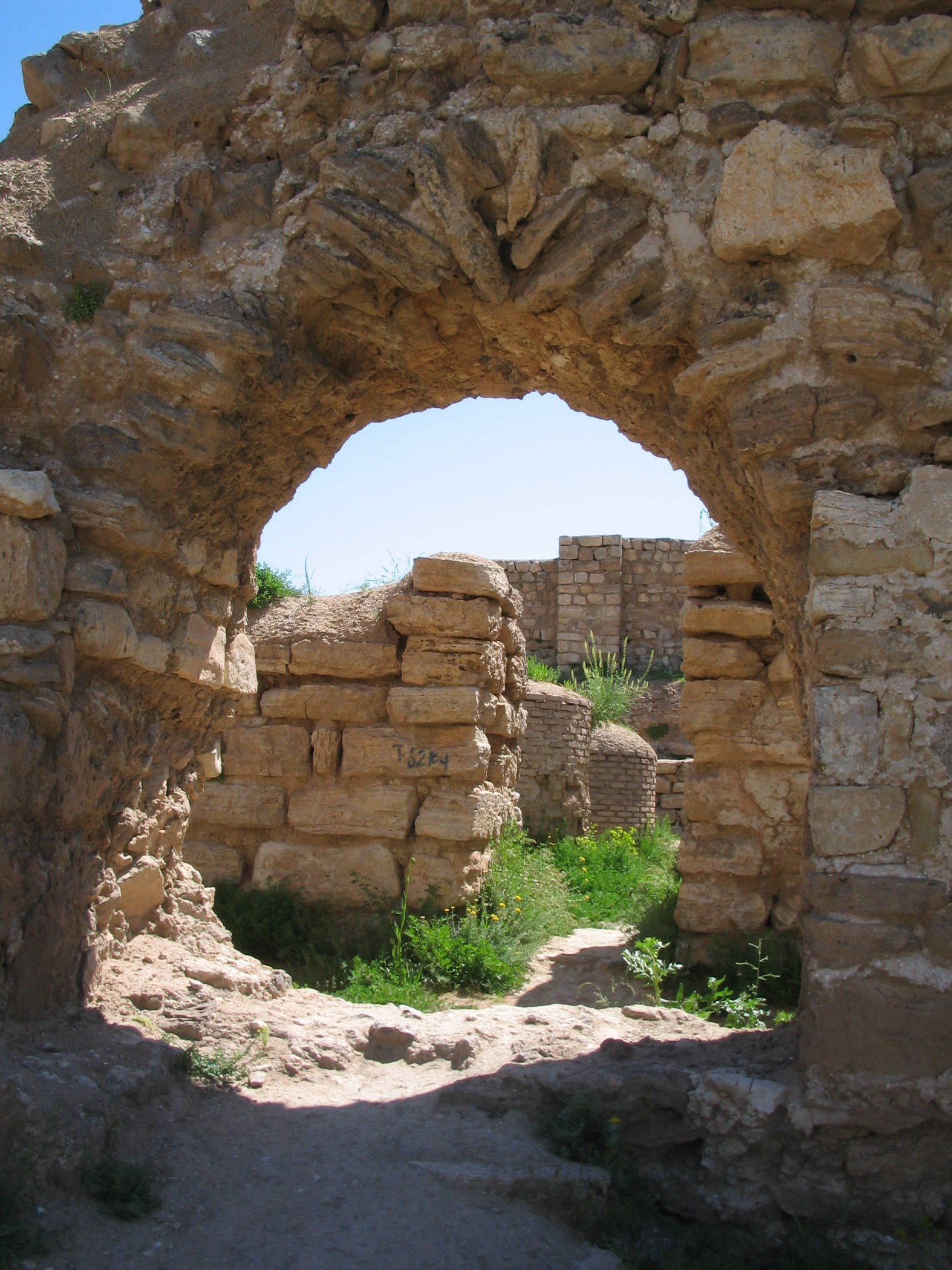
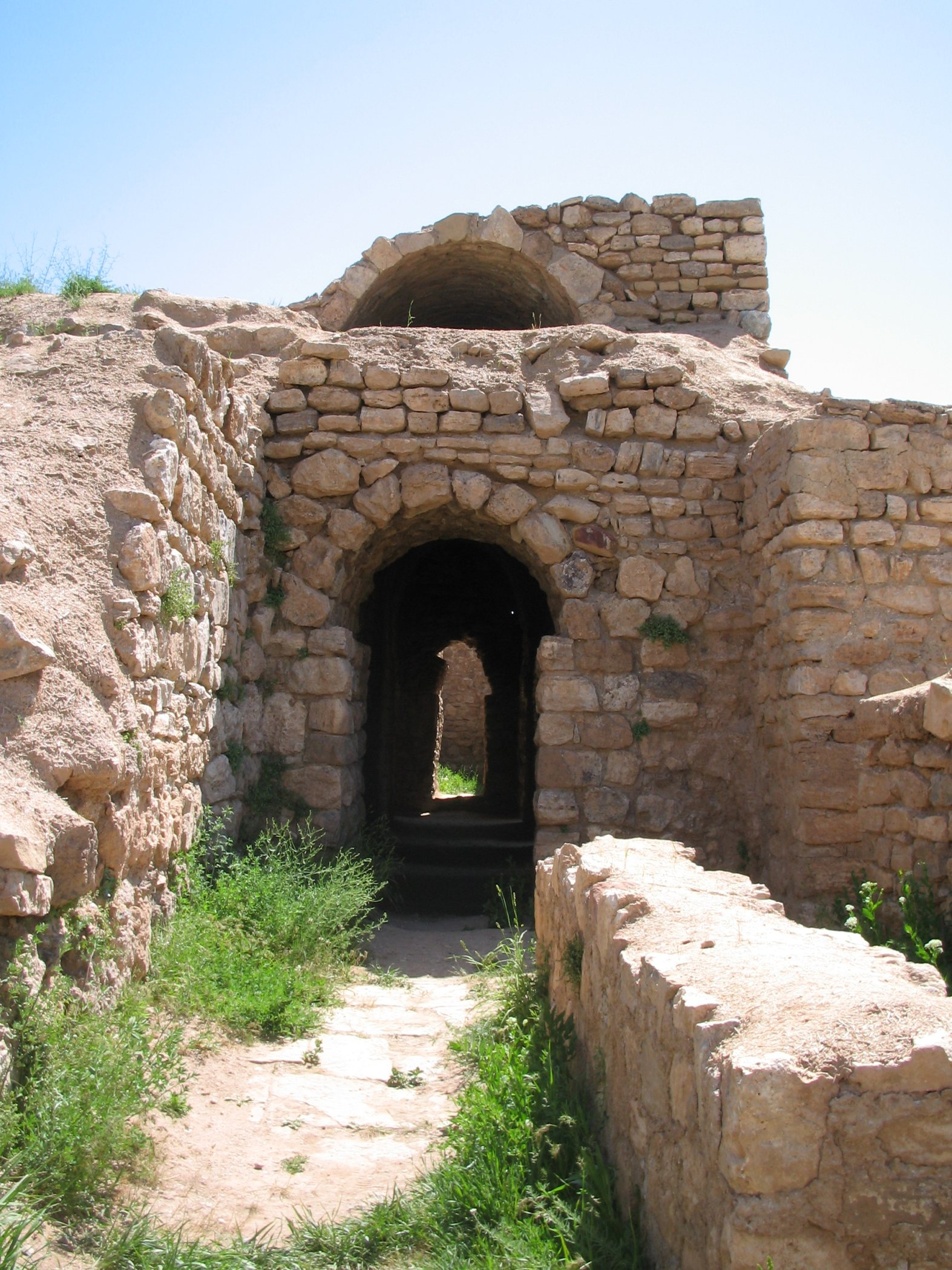